# Собесенки (Малопольское воеводство)
Собесе́нки (пол. Sobiesęki) — село в Польше в сельской гмине Скала Краковского повета Малопольского воеводства.
В 1975—1998 годах село входило в состав Краковского воеводства.

## Население
По состоянию на 2013 год в селе проживало 396 человека.
| Перепись  | Всего   | Всего | Женщины | Женщины | Мужчины | Мужчины |
| --------- | ------- | ----- | ------- | ------- | ------- | ------- |
| Единицы   | человек | %     | человек | %       | человек | %       |
| Население | 396     | 100   | 203     | 51,26   | 193     | 48,74   |